# Barrage des Abénaquis
Barrage des Abénaquis är en dammbyggnad i Kanada.   Den ligger i regionen Estrie och provinsen Québec, i den sydöstra delen av landet, 300 km öster om huvudstaden Ottawa. Barrage des Abénaquis ligger 161 meter över havet. Den ligger vid sjön Lac des Nations.
Terrängen runt Barrage des Abénaquis är huvudsakligen platt, men söderut är den kuperad. Barrage des Abénaquis ligger nere i en dal.Runt Barrage des Abénaquis är det ganska tätbefolkat, med 248 invånare per kvadratkilometer.. Närmaste större samhälle är Sherbrooke, 0,59 km sydväst om Barrage des Abénaquis. 
Runt Barrage des Abénaquis är det i huvudsak tätbebyggt.